# Prix Louis-Delluc
Le prix Louis-Delluc est une récompense cinématographique française décernée depuis 1936 à un rythme annuel. Le prix est ainsi nommé en hommage à l'écrivain et réalisateur français Louis Delluc (1890-1924).
De nos jours, il est considéré par certains comme le « prix Goncourt du cinéma »,.
En 1999 est créé un « prix Louis-Delluc du premier film ».

## Genèse
En décembre 1936, au nom de l'association La Jeune Critique indépendante, Maurice Bessy et Marcel Idzkowski (écrivain et journaliste)[réf. souhaitée] souhaitent joindre un Prix de la jeunesse au Grand prix du cinéma français que l'on remet depuis deux ans.
Le nom de Louis Delluc s'impose : théoricien d'un cinéma « à la française » alors en pleine maturation avant la guerre, militant pour une reconnaissance institutionnelle de ce média délaissé et parfois détesté, cet écrivain prolifique et jeune réalisateur à 30 ans fut censuré pour son film La Boue en mai 1921, victime d'une administration rétrograde. Mort à 33 ans après seulement sept films, il est le chef de file de la jeune et innovante première avant-garde du cinéma français.
Pour que s'applique au mieux la devise « Défendre avec enthousiasme et franchise le cinéma, art jeune et art de jeunes », à l'image de Louis Delluc quand il évoque son engagement pour le cinéma,,, le jury est constitué de 23 membres tous trentenaires, à l'exception de leur doyen Paul Gordeaux âgé de 45 ans et de quatre benjamins : Pierre Ogouz (journaliste), 27 ans, Maurice Bessy, 26 ans, Émile Cerquant (journaliste), 25 ans, et le jeune Georges Cravenne alors âgé de 22 ans.
Les autres membres du premier jury du prix Louis-Delluc sont, par ordre alphabétique, Marcel Achard, Georges Altman, Claude Aveline, Pierre Bost, Odile Cambier (chroniqueuse), Suzanne Chantal, Georges Charensol, Louis Cheronnet (journaliste), Benjamin Fainsilber (auteur dramatique), Nino Frank, Paul Gilson, Pierre Humbourg, Marcel Idzkowski, Henri Jeanson, André Le Bret (acteur), Roger Lesbats, Roger Régent et Jean Vidal.
Le jury étend les critères de sélections des films à ceux « faits pour un esprit français » ce qui permet d'inclure certains films étrangers quand ceux qui sont sélectionnés pour le grand prix du cinéma français ne doivent souffrir d'aucune collaboration extérieure.
Le jury retient une trentaine de films.
Le mardi 22 décembre, à 13 h, au cours d'un déjeuner amical que préside René Delluc, le père de Louis Delluc, le premier prix Louis-Delluc est remis au film Les Bas-fonds réalisé par Jean Renoir, à une courte majorité de voix devant le film Jenny de Marcel Carné.
Le grand prix du cinéma sera lui remis dans la soirée au film L'Appel du silence de Léon Poirier.
L'accueil de ce nouveau prix par la presse est nuancé : ses ambitions affichées de promouvoir l'émergence cinématographique occultent certaines questions qui se posent déjà dans la presse sur les modes de fonctionnement de ce collectif autoproclamé où, dans un mélange des genres et avec une liberté de ton difficiles à justifier, des membres du jury chroniquent eux-mêmes leur travail.
L'année suivante, du retard est pris dans l'organisation de l'événement qui est repoussé à février 1938, mais le principe d'une remise des prix à la fin de l'année civile est conservé et reproduit pour la troisième édition la même année.
Il n'y a donc aucune remise de prix en 1937 et il y en a deux en 1938, à dix mois d'intervalle.
La guerre contrarie l'organisation de l'événement qui ne remet pas de prix de 1939 à 1944.

## Évolution
Après la guerre, le prix emporte progressivement l'estime des cinéphiles, avant tout par l'efficacité d'une appellation prix Louis-Delluc qui, en plus d'être iconique, marque les esprits et aux côtés de laquelle le vocable « grand prix du cinéma français » peine à se maintenir.
En 1949 et en 1953, alors que la remise du grand prix du cinéma français n'a pas lieu, le prix Louis-Delluc, désormais autonome, est maintenu.
S'il conserve une certaine dimension avant-gardiste en s'attachant à mettre à l'honneur des films de genre ou du documentaire, sa notoriété grandissante et l'intérêt qu'il suscite aux yeux de la profession poussent ses responsables successifs à contrevenir aux recommandations de ses fondateurs comme la défense d'un cinéma exclusivement jeune et le maintien de l'âge des membres du jury en dessous de 40 ans.

## Le prix Louis-Delluc de nos jours
Gilles Jacob, membre du jury depuis 1975, le préside chaque année depuis 1993. Les délibérations ont lieu au restaurant parisien le Fouquet's sur les Champs-Élysées.
Exempt de toutes considérations commerciales, il arrive que le prix Louis-Delluc honore un film qui n'est pas encore sorti en salles et affecte sa distribution comme en 1958 pour Moi, un Noir qui est distribué en mars 1960, Le Roi et l'Oiseau primé en 1979 et qui sera exploité en mars de l'année suivante ou Danton en 1982, sorti en janvier 1983, un mois après l'attribution de la récompense.
Critère d'éligibilité modifié après guerre et maintenu jusqu'en 1986 : le film devait être tourné en France. Aujourd'hui, l'exigence se porte surtout sur la nationalité des réalisateurs et des productions : ainsi, deux films non francophones — Espoir, sierra de Teruel d’André Malraux et Boris Peskine, et Sils Maria — ont remporté le prix en 1945 et en 2014.
Les films choisis allient une exigence artistique, un style singulier, la vision d'un auteur et une reconnaissance publique. Ils sont sélectionnés indifféremment parmi des premiers films (Jean-Paul Rappeneau en 1965 ou Sandrine Veysset en 1996) ou des réalisations d'auteurs confirmés et reconnus (Jean-Luc Godard et Louis Malle, conjointement distingués en 1987, Claude Chabrol en 2000…), malgré une convention qui, si elle n'est plus appliquée depuis longtemps et qu'elle sera abandonnée en 1986, engage à récompenser un réalisateur jeune et de préférence jamais primé,.
Après l'abandon de la convention initiale, le prix Louis-Delluc a parfois été remis à plusieurs reprises aux mêmes cinéastes, comme Alain Resnais en 1966, 1993 et 1997, Michel Deville en 1967 et 1988, Louis Malle en 1957 et 1987, Claude Sautet en 1969 et 1995 et Abdellatif Kechiche en 2007 et 2013.
Les membres du jury se renouvellent par cooptation.
En 2023, le jury, présidé par Gilles Jacob, est composé de Sophie Avon (Sud-Ouest), Ariane Allard (Causette), Ava Cahen (Clap), Élisabeth Franck-Dumas (Libération), Jean-Michel Frodon (Slate), Charlotte Lipinska (Le Nouvel Obs), Serge Kaganski, Jean-Marc Lalanne (Les Inrockuptibles), Gérard Lefort, Mathieu Macheret (Le Monde), Pierre Murat (Télérama), et Alex Vicente (El País).
Le prix Louis-Delluc dispose depuis 2023 d'un site officiel.

## Palmarès
En alinéa des films primés sont indiqués les films ayant été très discutés. À noter qu'à partir des années 1990, les instances mirent en place une présélection des films proposés au jury.

### Prix Louis-Delluc

#### Années 1930/1940
- 1936 : Les Bas-Fonds de Jean Renoir
  - Le Crime de monsieur Lange de Jean Renoir
  - Jenny de Marcel Carné
- 1938 : Le Puritain de Jeff Musso (février), et Le Quai des brumes de Marcel Carné (décembre)
- 1939 : non attribué
- 1940 : non attribué
- 1941 : non attribué
- 1942 : non attribué
- 1943 : non attribué
- 1944 : non attribué
- 1945 : Espoir, sierra de Teruel d'André Malraux
- 1946[18] : La Belle et la Bête de Jean Cocteau
  - Les Portes de la nuit de Marcel Carné
- 1947[19] : Paris 1900 de Nicole Vedrès
  - Le Café du Cadran de Jean Gehret
- 1948 : Les Casse-pieds de Jean Dréville[20]
- 1949 : Rendez-vous de juillet de Jacques Becker

#### Années 1950
- 1950 : Le Journal d'un curé de campagne de Robert Bresson
- 1951 : Le jury décide de ne pas attribuer le prix et se justifie : « La production française n'ayant pas donné cette année un film dont la qualité corresponde à l'esprit du prix (…) [les jurés] sans méconnaître les efforts des créateurs et des artistes français, demandent que soit entreprise une politique d'encouragement à la qualité, et que les pouvoirs publics prennent d'urgence des mesures pour permettre au cinéma français de survivre[21]. »
- 1952[22] : Le Rideau cramoisi d'Alexandre Astruc
  - Trois Femmes d'André Michel
- 1953 : Les Vacances de monsieur Hulot de Jacques Tati
- 1954 : Les Diaboliques d'Henri-Georges Clouzot
- 1955 : Les Grandes Manœuvres de René Clair
- 1956 : Le Ballon rouge d'Albert Lamorisse
- 1957 : Ascenseur pour l'échafaud de Louis Malle
- 1958[23] : Moi un noir de Jean Rouch
  - Les Cousins de Claude Chabrol
  - Goha de Jacques Baratier
  - La Tête contre les murs de Georges Franju
- 1959 : On n'enterre pas le dimanche de Michel Drach

#### Années 1960
- 1960 : Une aussi longue absence de Henri Colpi
- 1961 : Un cœur gros comme ça de François Reichenbach
- 1962 : (ex æquo)
  - L'Immortelle d'Alain Robbe-Grillet
  - Le Soupirant de Pierre Étaix
- 1963 : Les Parapluies de Cherbourg de Jacques Demy
- 1964 : Le Bonheur d'Agnès Varda
- 1965 : La Vie de château de Jean-Paul Rappeneau
- 1966 : La guerre est finie d'Alain Resnais
- 1967[24] : Benjamin de Michel Deville
  - L'Écume des jours de Charles Belmont
  - Tante Zita de Robert Enrico
- 1968 : Baisers volés de François Truffaut
- 1969 : Les Choses de la vie de Claude Sautet

#### Années 1970
- 1970[25] : Le Genou de Claire d'Éric Rohmer
  - Remparts d'argile de Jean-Louis Bertuccelli
  - Le Voyou de Claude Lelouch
- 1971 : Rendez-vous à Bray d'André Delvaux
- 1972 : État de siège de Costa-Gavras
- 1973 : L'Horloger de Saint-Paul de Bertrand Tavernier
- 1974[N 1],[12] : La Gifle de Claude Pinoteau
  - La Femme de Jean de Yannick Bellon
- 1975 : Cousin, Cousine de Jean-Charles Tacchella
- 1976 : Le Juge Fayard dit Le Shériff d'Yves Boisset
- 1977 : Diabolo menthe de Diane Kurys
- 1978[26] : L'Argent des autres de Christian de Chalonge
  - La Femme qui pleure de Jacques Doillon
  - Martin et Léa d'Alain Cavalier
- 1979 : Le Roi et l'Oiseau de Paul Grimault

#### Années 1980
- 1980 : Un étrange voyage d'Alain Cavalier
- 1981[27] : Une étrange affaire de Pierre Granier-Deferre
  - Garde à vue de Claude Miller
  - La Guerre du feu de Jean-Jacques Annaud
- 1982 : Danton d'Andrzej Wajda
- 1983 : À nos amours de Maurice Pialat
- 1984[28] : La Diagonale du fou de Richard Dembo
  - Je vous salue, Marie de Jean-Luc Godard
- 1985 : L'Effrontée de Claude Miller
- 1986[13] : Mauvais Sang de Léos Carax
  - Jean de Florette de Claude Berri
  - Tenue de soirée de Bertrand Blier
- 1987[14] : (ex æquo)
  - Soigne ta droite de Jean-Luc Godard
  - Au revoir les enfants de Louis Malle
    - Sous le soleil de Satan de Maurice Pialat
    - Les Innocents d'André Téchiné
- 1988[29] : La Lectrice de Michel Deville
  - Camille Claudel de Bruno Nuytten
  - Drôle d'endroit pour une rencontre de François Dupeyron
  - L'Ours de Jean-Jacques Annaud
- 1989[30] : Un monde sans pitié d'Éric Rochant
  - Noce blanche de Jean-Claude Brisseau
  - Nocturne indien d'Alain Corneau

#### Années 1990
- 1990[31] : (ex æquo)
  - Le Petit Criminel de Jacques Doillon
  - Le Mari de la coiffeuse de Patrice Leconte
- Il est également décidé pour célébrer le 100e anniversaire de la naissance de Louis Delluc d'attribuer un « Delluc-des-Delluc » parmi les 47 précédents lauréats, remis aux Vacances de Monsieur Hulot de Jacques Tati, lauréat en 1953.
- 1991[32] : Tous les matins du monde d'Alain Corneau
  - La Belle Noiseuse de Jacques Rivette
  - J'embrasse pas d'André Téchiné
  - Paris s'éveille d'Olivier Assayas
  - Van Gogh de Maurice Pialat
- 1992 : Le petit prince a dit de Christine Pascal
- 1993[33] : Smoking / No Smoking d'Alain Resnais
  - Arizona Dream d'Emir Kusturica
  - Les gens normaux n'ont rien d'exceptionnel de Laurence Ferreira Barbosa
  - Libera Me d'Alain Cavalier
  - Ma saison préférée d'André Téchiné
  - La Naissance de l'amour de Philippe Garrel
  - L'Odeur de la papaye verte de Tran Anh Hung
  - Trois couleurs : Bleu de Krzysztof Kieślowski
  - Une nouvelle vie d'Olivier Assayas
- 1994[34] : Les Roseaux sauvages d'André Téchiné
  - L'Eau froide d'Olivier Assayas
  - J'ai pas sommeil de Claire Denis
  - Pas très catholique de Tonie Marshall
  - Regarde les hommes tomber de Jacques Audiard
  - Trois couleurs : Blanc de Krzysztof Kieślowski
- 1995[35] : Nelly et Monsieur Arnaud de Claude Sautet
  - La Cérémonie de Claude Chabrol
  - Le bonheur est dans le pré d'Etienne Chatiliez
  - À la vie, à la mort ! de Robert Guédiguian
  - La Fille seule de Benoît Jacquot
  - La Haine de Mathieu Kassovitz
  - Le Garçu de Maurice Pialat
  - Le Hussard sur le toit de Jean-Paul Rappeneau
- 1996 : Y aura-t-il de la neige à Noël ? de Sandrine Veysset
- 1997 : (ex æquo)
  - On connaît la chanson d'Alain Resnais
  - Marius et Jeannette de Robert Guédiguian
- 1998 : L'Ennui de Cédric Kahn
- 1999[36] : Adieu, plancher des vaches ! de Otar Iosseliani
  - Karnaval de Thomas Vincent
  - La Maladie de Sachs de Michel Deville
  - Pas de scandale de Benoît Jacquot
  - Vénus Beauté (Institut) de Tonie Marshall
  - La vie ne me fait pas peur de Noémie Lvovsky
  - Voyages d'Emmanuel Finkiel

#### Années 2000
- 2000[37] : Merci pour le chocolat de Claude Chabrol
  - Les Blessures assassines de Jean-Pierre Denis
  - Esther Kahn d'Arnaud Desplechin
  - Harry, un ami qui vous veut du bien de Dominik Moll
  - Ressources humaines de Laurent Cantet
  - Vies d'Alain Cavalier
- 2001[38] : Intimité de Patrice Chéreau
  - Je rentre à la maison de Manoel de Oliveira
  - Sobibor, 14 octobre 1943, 16 heures de Claude Lanzmann
  - Tosca de Benoît Jacquot
  - Trouble Every Day de Claire Denis
  - Va savoir de Jacques Rivette
- 2002 : Être et avoir de Nicolas Philibert
- 2003[39] : (ex æquo)
  - Trilogie Un couple épatant / Cavale / Après la vie de Lucas Belvaux
  - Les Sentiments de Noémie Lvovsky
    - Histoire de Marie et Julien de Jacques Rivette
    - Raja de Jacques Doillon
    - Tiresia de Bertrand Bonello
- 2004 : Rois et Reine d'Arnaud Desplechin
- 2005 : Les Amants réguliers de Philippe Garrel[40],[41]
  - Aux abois de Philippe Collin
  - Caché de Michael Haneke
  - De battre mon cœur s'est arrêté de Jacques Audiard
  - Je ne suis pas là pour être aimé de Stéphane Brizé
  - Le Petit Lieutenant de Xavier Beauvois
- 2006[42] : Lady Chatterley de Pascale Ferran
  - Bled Number One de Rabah Ameur-Zaïmeche
  - Flandres de Bruno Dumont
  - Jardins en automne d'Otar Iosseliani
  - Quand j'étais chanteur de Xavier Giannoli
- 2007 : La Graine et le Mulet d'Abdellatif Kechiche
- 2008 : La Vie moderne de Raymond Depardon
  - Entre les murs
  - Séraphine
- 2009 : Un prophète de Jacques Audiard

#### Années 2010
- 2010 : Mystères de Lisbonne de Raoul Ruiz
- 2011 : Le Havre d'Aki Kaurismäki
- 2012 : Les Adieux à la reine de Benoît Jacquot
- 2013 : La Vie d'Adèle d'Abdellatif Kechiche
- 2014[43] : Sils Maria d'Olivier Assayas
  - Adieu au langage de Jean-Luc Godard
  - Au bord du monde de Claus Drexel
  - Bird People de Pascale Ferran
  - Eastern Boys de Robin Campillo
  - Saint Laurent de Bertrand Bonello
  - Timbuktu de Abderrahmane Sissako
  - Trois Cœurs de Benoît Jacquot
- 2015[44] : Fatima de Philippe Faucon
  - Comme un avion de Bruno Podalydès
  - Le Dos rouge de Antoine Barraud
  - L'Image manquante de Rithy Panh
  - La Loi du marché de Stéphane Brizé
  - Marguerite de Xavier Giannoli
  - L'Ombre des femmes de Philippe Garrel
  - Trois Souvenirs de ma jeunesse de Arnaud Desplechin
- 2016[N 2],[15] : Une vie de Stéphane Brizé
  - L'Avenir de Mia Hansen-Løve
  - Frantz de François Ozon
  - La Mort de Louis XIV d'Albert Serra
  - Le Bois dont les rêves sont faits de Claire Simon
  - Le Fils de Joseph d'Eugène Green
  - Nocturama de Bertrand Bonello
  - Rester vertical d'Alain Guiraudie
- 2017[45] : Barbara de Mathieu Amalric
  - 120 Battements par minute de Robin Campillo
  - Belle Dormant d'Adolfo Arrieta
  - Carré 35 d'Eric Caravaca
  - Les Fantômes d'Ismaël d'Arnaud Desplechin
  - Les Gardiennes de Xavier Beauvois
  - I Am Not Your Negro de Raoul Peck
  - Jeannette, l'enfance de Jeanne d'Arc de Bruno Dumont
  - Makala d'Emmanuel Gras
- 2018 : Plaire, aimer et courir vite de Christophe Honoré
  - La Douleur d'Emmanuel Finkiel
  - Les Frères Sisters de Jacques Audiard
  - En liberté ! de Pierre Salvadori
  - La Prière de Cédric Kahn
  - Mes provinciales de Jean-Paul Civeyrac
  - Mademoiselle de Joncquières d'Emmanuel Mouret
  - High Life de Claire Denis
  - Le Grand Bain de Gilles Lellouche
- 2019 : Jeanne de Bruno Dumont[46]

#### Années 2020
- 2020 : Adolescentes, documentaire de Sébastien Lifshitz[47]
- 2021 : Onoda, 10 000 nuits dans la jungle de Arthur Harari[48]
- 2022 : Saint Omer de Alice Diop et Pacifiction : Tourment sur les Îles de Albert Serra[49],[50]
- 2023 : Le Règne animal de Thomas Cailley[51]
- 2024 : Miséricorde d'Alain Guiraudie[52]

### Prix Louis-Delluc du premier film
- 1999 : Voyages d'Emmanuel Finkiel
- 2000 : Ressources humaines de Laurent Cantet
- 2001[53] : Toutes les nuits d'Eugène Green
  - Amour d'enfance d'Yves Caumon
  - Ce vieux rêve qui bouge d'Alain Guiraudie
  - Le Souffle de Damien Odoul
- 2002 : Wesh wesh, qu'est-ce qui se passe ? de Rabah Ameur-Zaïmeche
- 2003[39] : Il est plus facile pour un chameau... de Valeria Bruni-Tedeschi
  - Dancing de Patrick Mario Bernard, Pierre Trividic et Xavier Brillat
  - Les jours où je n'existe pas de Jean-Charles Fitoussi
  - Un homme, un vrai d'Arnaud et Jean-Marie Larrieu
- 2004 : Quand la mer monte... de Yolande Moreau et Gilles Porte
- 2005 : Douches froides d'Antony Cordier
  - À ce soir de Laure Duthilleul
  - Alex de José Alcala
  - Les Mauvais Joueurs de Frédéric Balekdjian
- 2006[42] : Le Pressentiment de Jean-Pierre Darroussin
  - 13 Tzameti de Gela Babluani
  - Les Fragments d'Antonin de Gabriel Le Bomin
  - Le Passager d'Eric Caravaca
  - Renaissance de Christian Volckman
- 2007 : (ex æquo) Naissance des pieuvres de Céline Sciamma et Tout est pardonné de Mia Hansen-Løve
- 2008 : L'Apprenti de Samuel Collardey
- 2009 : Qu'un seul tienne et les autres suivront de Léa Fehner
- 2010 : Belle Épine de Rebecca Zlotowski
- 2011 : Donoma de Djinn Carrenard
- 2012 : Louise Wimmer de Cyril Mennegun
- 2013 : Vandal de Hélier Cisterne
- 2014[43] : Les Combattants de Thomas Cailley
  - Mercuriales de Virgil Vernier
  - Mille Soleils de Mati Diop
  - Mouton de Gilles Deroo et Marianne Pistone
  - Party Girl de Marie Amachoukeli, Claire Burger et Samuel Theis
  - Tonnerre de Guillaume Brac
- 2015[44] : Le Grand Jeu de Nicolas Pariser
  - Bébé tigre de Cyprien Vial
  - Mustang de Deniz Gamze Ergüven
  - Ni le ciel ni la terre de Clément Cogitore
  - Vincent n'a pas d'écailles de Thomas Salvador
- 2016[N 2],[15] : Gorge cœur ventre de Maud Alpi
  - Diamant noir d'Arthur Harari
  - D'une pierre deux coups de Fejria Deliba
  - La Forêt de Quinconces de Grégoire Leprince-Ringuet
  - Keeper de Guillaume Senez
  - La Tortue rouge de Michael Dudok de Wit
- 2017[45] : Grave de Julia Ducournau
  - Ava de Léa Mysius
  - Compte tes blessures de Morgan Simon
  - Jeune Femme de Léonor Serraille
  - Jours de France de Jérôme Reybaud
  - Petit Paysan d'Hubert Charuel
- 2018 : (ex æquo) Jusqu'à la garde de Xavier Legrand et Les Garçons sauvages de Bertrand Mandico
  - Sauvage de Camille Vidal-Naquet
  - Shéhérazade de Jean-Bernard Marlin
  - Retour à Bollène de Saïd Hamich
- 2019 : Vif-Argent de Stéphane Batut
- 2020 : Josep de Aurel
- 2021 : Vers la bataille de Aurélien Vernhes-Lermusiaux
- 2022[50] : Falcon Lake de Charlotte Le Bon
- 2023 : Le Ravissement d'Iris Kaltenbäck[51]
- 2024 : Les Fantômes de Jonathan Millet